# 3L de Rivière-du-Loup
Die 3L de Rivière-du-Loup (englisch Rivière-du-Loup 3L, bis 2010 CIMT de Rivière-du-Loup) sind eine kanadische Eishockeymannschaft aus Rivière-du-Loup, Québec. Das 2004 gegründete Team spielt seit 2008 in der professionellen Eishockeyliga Ligue Nord-Américaine de Hockey (LNAH).

## Geschichte

Früheres Logo

Die Mannschaft wurde 2004 als Franchise der Ligue centrale de hockey gegründet. In dieser spielte sie vier Jahre lang, ehe sie zur Saison 2008/09 in die Ligue Nord-Américaine de Hockey aufgenommen wurde. In der LNAH scheiterten die CIMT de Rivière-du-Loup in ihrer Premierenspielzeit im Viertelfinale der Playoffs um die Coupe Futura und in der Saison 2009/10 im Halbfinale.
Seit 2010 spielt die Mannschaft unter ihrem neuen Namen 3L de Rivière-du-Loup.

## Team-Rekorde (LNAH)

### Karriererekorde
Spiele: 88  Chad Lacasse
Tore: 66  Chad Lacasse
Assists: 57  Chad Lacasse
Punkte: 123  Chad Lacasse
Strafminuten: 346  Mathieu St. Marie

## Bekannte Spieler
- Francis Bélanger
- Maxime Boisclair
- Donald Brashear
- Mike Danton
- Rémi Royer